# White Day
 (mars 2019).
Si vous disposez d'ouvrages ou d'articles de référence ou si vous connaissez des sites web de qualité traitant du thème abordé ici, merci de compléter l'article en donnant les références utiles à sa vérifiabilité et en les liant à la section « Notes et références ».
Le White Day (ホワイトデー, Howaito dē) est un événement apparu au Japon en 1978. Il est aussi présent en Chine, en Corée du Sud et à Taïwan.
Cette fête est célébrée le 14 mars, un mois après la Saint-Valentin. Au cours de celle-ci, les hommes offrent à leurs petites amies ou à leurs collègues féminines un cadeau en remerciement des chocolats offerts pour la Saint-Valentin par ces dernières.
Le cadeau offert est censé être d'une valeur trois fois plus importante que le cadeau reçu, d'où l'appellation sanbai-gaeshi (3倍返し, ou « triple retour »). C'est pour cela que certains Japonais commencent à refuser poliment les chocolats qui leur sont offerts.
Les giri-choco (義理チョコ) sont un type particulier de chocolats liés à cette fête et que l'on peut, le cas échéant, offrir par simple politesse, et donc pas pour répondre à des sentiments. Les giri-choco sont donc destinés aux femmes que l'on souhaite remercier par obligation, giri signifiant « obligation » en japonais. Par conséquent, il est donc à proscrire d'employer le mot giri-choco pour l'élue de son cœur si l'on souhaite lui acheter des chocolats à l'occasion du White Day. 
Il y a beaucoup de théories sur l'origine du White Day. L'une d'elles raconte qu'en 1965 un fabricant de guimauves a proposé aux hommes de « rembourser » les chocolats et les autres cadeaux qu'ils recevaient le jour de la Saint-Valentin en offrant à leur tour des guimauves. À l'origine, le nom de cette journée était d'ailleurs le « Marshmallow Day ».
Peu après, les industries ont réalisé qu'elles pouvaient gagner de l'argent grâce à cette tradition, en proposant aux hommes d'acheter du chocolat blanc. À l'origine, le cadeau offert par les hommes était donc blanc, ce qui explique le nom de cette journée. Présentement, les tendances ont changé et les cadeaux actuels sont plus souvent de la lingerie ou des bijoux.
Pour les adolescents, il est d'usage d'offrir un ruban blanc à l'élue de leur cœur, même si celle-ci ne leur a pas donné de chocolats. Si l'intéressée, à la fin du White Day (ou St White), l'a noué (où que ce soit : poignet, sac, cheveux), cela veut dire qu'elle a les mêmes sentiments amoureux que celui qui le lui a offert.
Le White Day est parfois traduit en « jour du ruban blanc ».